# Lerina

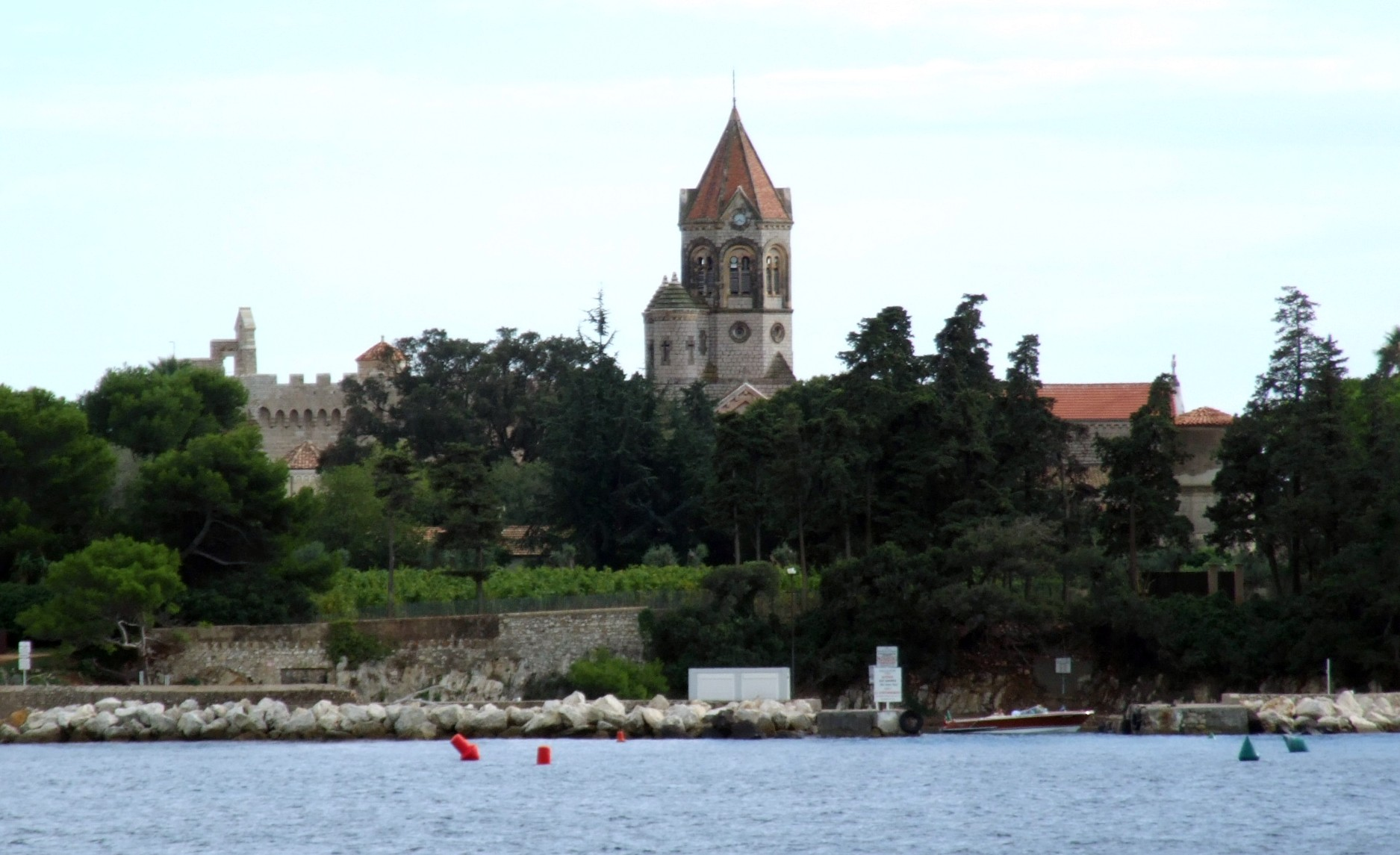
Monestir de Sant Honorat

Lerina és una illa que dona nom a les illes Lerins enfront de la ciutat de Canes. Se l'anomena també Sant Honorat pel sant bisbe d'Arle del segle v que hi fundà el monestir.
Als inicis del segle v s'instal·là en aquesta petita illa un monjo anomenat Honorat, qui amb l'aprovació del Bisbe Lleonci de Frejús, fundà el monestir que després prendria el seu nom. El monestir esdevé famós per la freqüentació de teòlegs i escriptors tals com Vicenç de Lerins, Faust de Riés i pels bisbes que s'hi van aturar. Va representar un centre molt actiu de vida religiosa. Al segle iv sortirà de Lerins la figura de Cesari d'Arle, monjo, bisbe, abat, legislador de la vida monàstica, qui aportarà una derrota decisiva contra l'heretgia del pelagianisme.
Sobre aquesta petita illa d'encara no 1,5 km per 400 m, s'hi troba el Monestir de Sant Honorat i altres set capelles.